# Wereldkampioenschappen baanwielrennen 1901

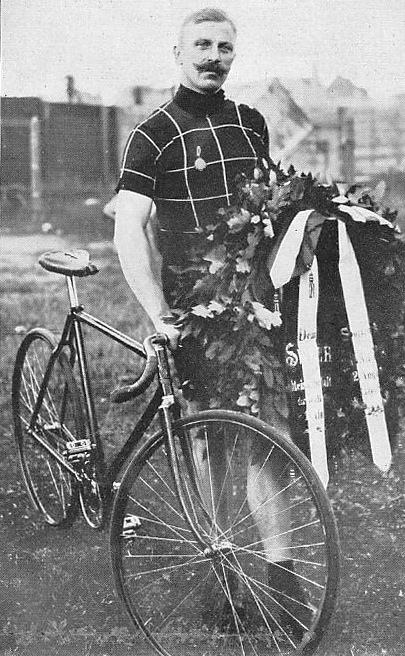
Thorvald Ellegaard in 1908

De wereldkampioenschappen baanwielrennen 1901 vonden plaats te Berlijn op de wielerbaan van Berlin-Friedenau, van 7 tot 14 juli 1901. Er werden vier wereldtitels verdeeld, voor amateurs en beroepsrenners over 100 kilometer achter tweezitter-gangmaakmotoren en op het sprintnummer van 2000 meter.
De Deen Thorvald Ellegaard won bij de profs zijn eerste van in totaal zes wereldtitels.
De wedstrijd achter motoren bij de profs werd gewonnen door de Duitser Thaddäus Robl in 1 uur 38 min. 6 sec. Na één uur had hij 63,078 km afgelegd. De Nederlander Piet Dickentman had tweemaal tegenslag: aan het begin van de race sprong de band van zijn gangmaakmotor, die viel en hij reed eroverheen. Toen hij na een uur weer in tweede positie reed kreeg hijzelf bandenpech. Hij werd nog wel tweede, omdat de andere deelnemers ver achterop lagen. De Fransman Emile Bouhours moest opgeven na een zware val, toen hij tegen het achterwiel van zijn gangmaker reed. Robl zou zijn wereldtitel het volgende jaar met succes verdedigen.

## Uitslagen

### Beroepsrenners
| Wedstrijd      | Winnaar            | 2e               | 3e             |
| -------------- | ------------------ | ---------------- | -------------- |
| Sprint         | Thorvald Ellegaard | Edmond Jacquelin | Guus Schilling |
| 100 km stayers | Thaddäus Robl      | Piet Dickentman  | Fritz Ryser    |

### Amateurs
| Wedstrijd      | Winnaar          | 2e              | 3e               |
| -------------- | ---------------- | --------------- | ---------------- |
| Sprint         | Emile Maitrot    | Rudolf Vejtruba | Heinrich Struth  |
| 100 km stayers | Heinrich Sievers | Bruno Salzmann  | Alfred Görnemann |

Edities

1893 ·
1894 ·
1895 ·
1896 ·
1897 ·
1898 ·
1899 ·
1900 ·
1901 ·
1902 ·
1903 ·
1904 ·
1905 ·
1906 ·
1907 ·
1908 ·
1909 ·
1910 ·
1911 ·
1912 ·
1913 ·
1914 ·
1915 · 1916 · 1917 · 1918 · 1919 ·
1920 ·
1921 ·
1922 ·
1923 ·
1924 ·
1925 ·
1926 ·
1927 ·
1928 ·
1929 ·
1930 ·
1931 ·
1932 ·
1933 ·
1934 ·
1935 ·
1936 ·
1937 ·
1938 ·
1939 ·
1940 · 1941 · 1942 · 1943 · 1944 · 1945 ·
1946 ·
1947 ·
1948 ·
1949 ·
1950 ·
1951 ·
1952 ·
1953 ·
1954 ·
1955 ·
1956 ·
1957 ·
1958 ·
1959 ·
1960 ·
1961 ·
1962 ·
1963 ·
1964 ·
1965 ·
1966 ·
1967 ·
1968 ·
1969 ·
1970 ·
1971 ·
1972 ·
1973 ·
1974 ·
1975 ·
1976 ·
1977 ·
1978 ·
1979 ·
1980 ·
1981 ·
1982 ·
1983 ·
1984 ·
1985 ·
1986 ·
1987 ·
1988 ·
1989 ·
1990 ·
1991 ·
1992 ·
1993 ·
1994 ·
1995 ·
1996 ·
1997 ·
1998 ·
1999 ·
2000 ·
2001 ·
2002 ·
2003 ·
2004 ·
2005 ·
2006 ·
2007 ·
2008 ·
2009 ·
2010 ·
2011 ·
2012 · 
2013 · 
2014 · 
2015 · 
2016 · 
2017 · 
2018 · 
2019 · 
2020 · 
2021 · 
2022 · 
2023 ·
2024 ·
2025 ·

Onderdelen

Achtervolging (individueel) · 
afvalkoers · 
keirin · 
koppelkoers · 
omnium · 
ploegenachtervolging · 
puntenkoers · 
scratch · 
sprint · 
teamsprint ·  
tijdrijden

Voormalig:
stayeren ·
tandem